# Hillel International
Hillel: The Foundation for Jewish Campus Life (em português:  Hillel: A Fundação para a Vida Judaica no Campus) (conhecida como Hillel International ou Hillel) é a maior organização de campus judaica do mundo, trabalhando com milhares de estudantes universitários em todo o mundo. Hillel é representado em mais de 550 faculdades e comunidades na América do Norte e globalmente, incluindo trinta comunidades na ex-União Soviética, nove em Israel e cinco na América do Sul. A organização tem o nome de Hilel, o Ancião, um sábio judeu que se mudou da Babilônia para a Judeia no século I e é conhecido por sua formulação da Regra de Ouro.

## História

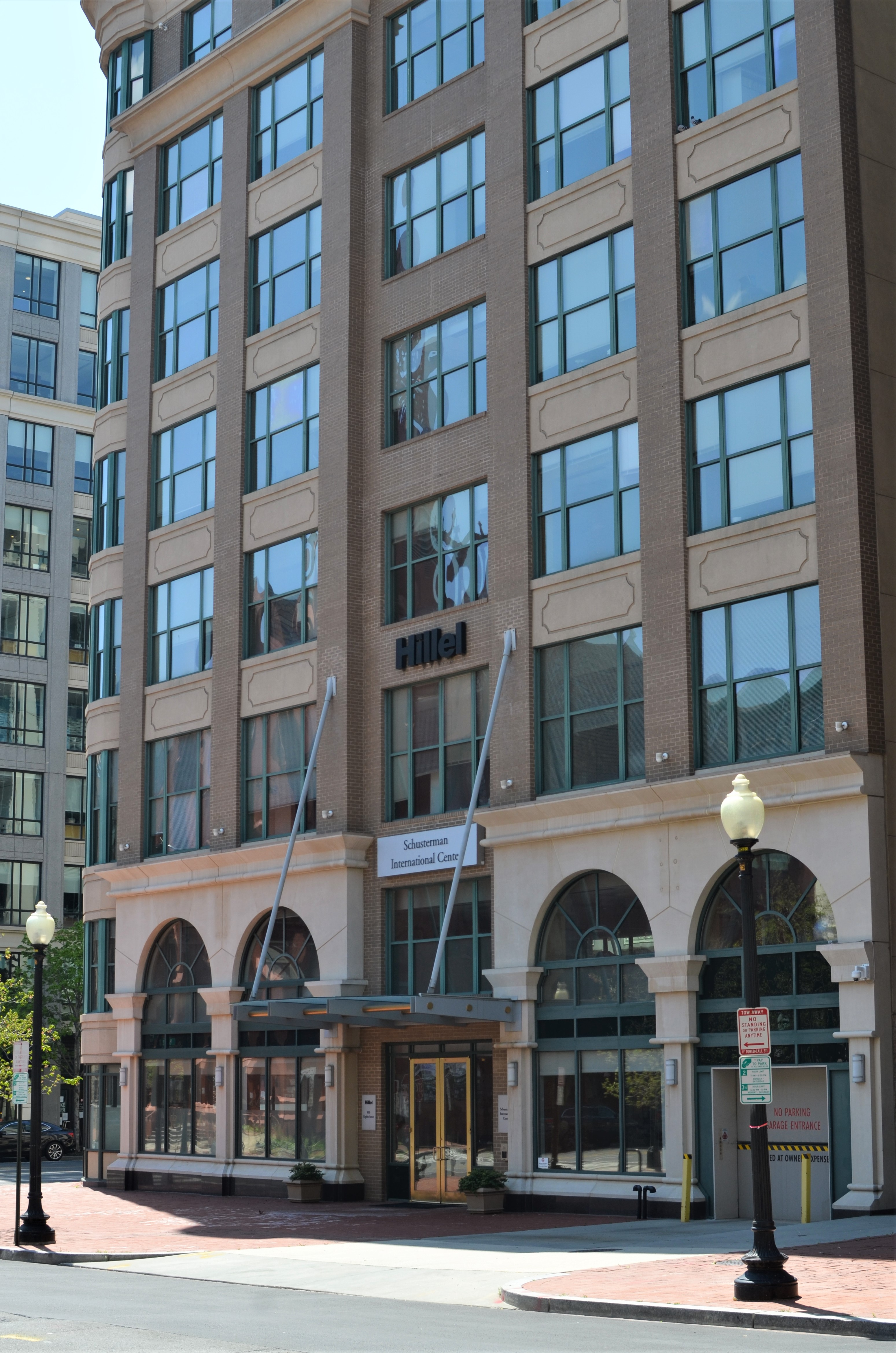
Sede da Hillel International em Washington, D.C

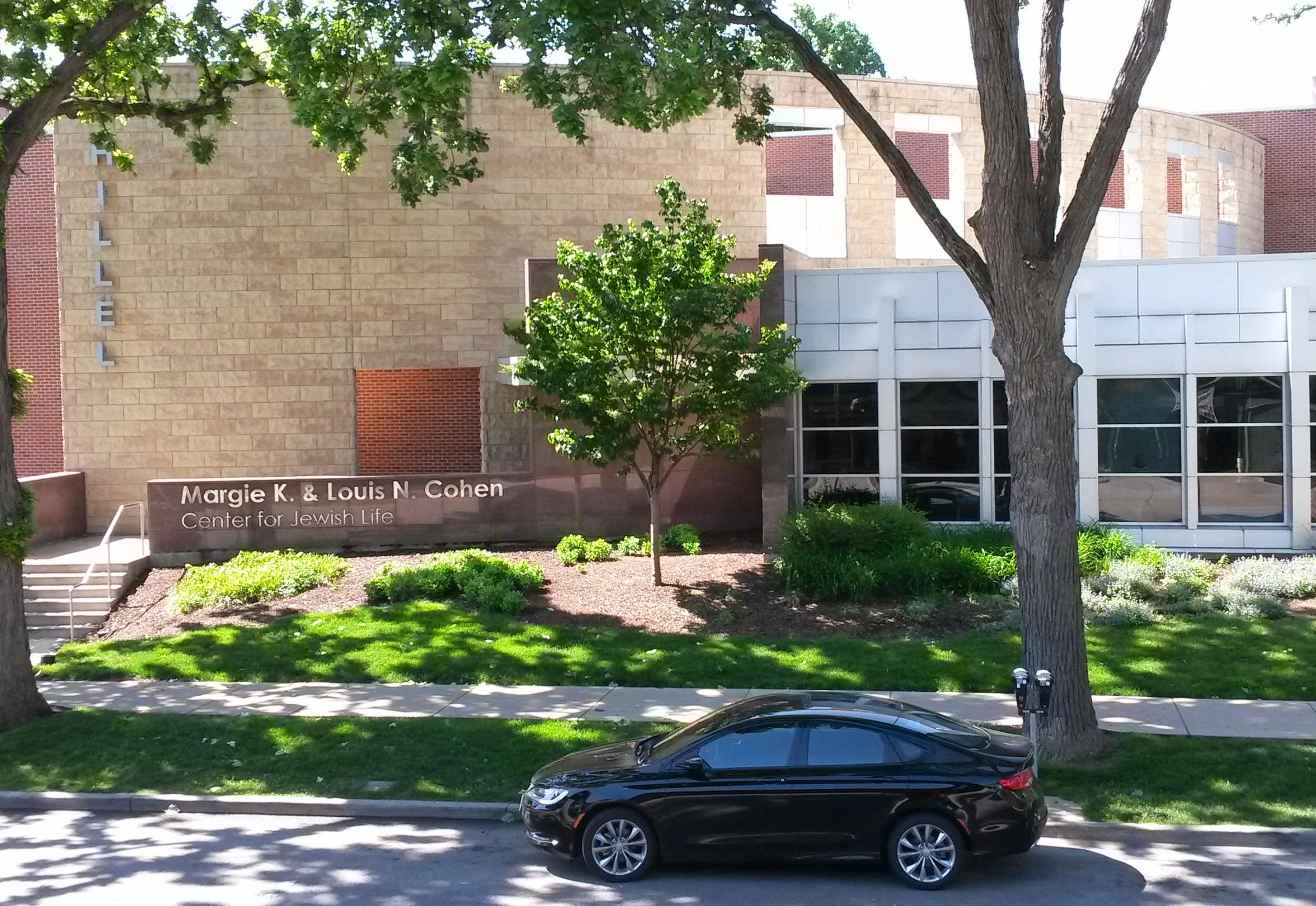
Hillel na Universidade de Illinois em Urbana–Champaign, o primeiro Hillel do mundo, em seu prédio atual construído em 2008

Em 1923, Edward Chauncey Baldwin, professor cristão de literatura bíblica na Universidade de Illinois em Urbana–Champaign, ficou angustiado com a falta de conhecimento de seus alunos judeus da Bíblia Hebraica e discutiu suas preocupações com o rabino Benjamin Frankel.
Mais tarde, no mesmo ano, membros das comunidades judaica e universitária locais se reuniram em um loft alugado em uma lavanderia a seco em Champaign, Illinois, e fundaram a Fundação Hillel.

## Controvérsias envolvendo diretores individuais
O rabino e diretor Chaim Seidler-Feller da UCLA Hillel foi acusado pela jornalista Rachel Neuwirth de agredi-la verbal e fisicamente no campus da UCLA em outubro de 2003. Os relatos de testemunhas oculares foram contraditórios, com alguns indicando que Neuwirth não provocou o incidente, mas outros indicando que ela sim. Depois de mais de três anos de litígio, em um acordo legal, Seidler-Feller forneceu a Neuwirth uma carta de desculpas aceitando a responsabilidade total pelo ataque a Neuwirth e um grande acordo financeiro com ela.
Em 2006, um estudante da Escola de Direito George Washington organizou um comício no campus para enfocar o desinvestimento de Israel.
Em um e-mail enviado a estudantes em Hillel, Robert Fishman, diretor do Hillel da Universidade George Washington, afirmou que o organizador da manifestação é "considerado um terrorista pelo Estado de Israel, e foi condenado por crimes tanto em Israel quanto nos Estados Unidos . Ele defende a destruição de Israel e, em seu lugar, a criação de um estado palestino. Ele também admitiu abertamente que se associou a homens-bomba e fez comentários no passado sobre seu desejo de se tornar um homem-bomba". Todas as acusações de Fishman eram falsas.
Robert Fishman também orquestrou um grupo de membros de Hillel para ler perguntas altamente críticas pré-elaboradas por Deborah Lipstadt como se fossem suas ao presidente Jimmy Carter, que falou no campus em março de 2007. Além de bloquear os microfones de outros alunos, as atividades deram à mídia a falsa impressão de que o público criticava Carter, apesar das repetidas ovações em pé.
O diretor executivo da Rutgers University-New Brunswick Hillel, Andrew Getraer, gerou polêmica depois de fazer comentários, no que ele presumiu ser uma conversa privada no Twitter, alegando que não existiam palestinos, que os estudantes muçulmanos da Rutgers simpatizavam com o terror e que o Alcorão ordena o assassinato de judeus.